# CR-Baureihe KF
Die Baureihe KF der China Railway war eine Baureihe von Northern-Schlepptender-Dampflokomotiven für den schnellen Personen- und Güterzugeinsatz, die 1935 und 1936 bei Vulcan Foundry in England gebaut wurde.

## Geschichte
Ab Juli 1933 wurden auf der Strecke zwischen Guangdong und Hankou stärkere Lokomotiven benötigt, eine Lok mit niedrigem Achsdruck. Daraufhin wurde das englische Unternehmen Vulcan Foundry damit beauftragt, eine entsprechende Loktype herzustellen. In den Jahren 1935/36 entstanden dann die 24 Lokomotiven der Baureihe KF. Nach dem Zweiten Weltkrieg wurden alle Maschinen von der neuen chinesischen Staatsbahn übernommen und 1959 als KF eingereiht. Als die Changsha-Canton-Linie im Oktober 1936 fertiggestellt wurde, wurden alle 24 Lokomotiven nach China überführt, um auf dieser neuen Hauptstrecke eingesetzt zu werden, die Guangzhou mit Tianjin und Peking verband. Um sie der japanisch besetzten Zone zu entziehen, wurden sie während des Zweiten Weltkriegs auf die Eisenbahn Hunan–Guangxi umgesetzt. Nach Gründung der neuen Volksrepublik China wurden die Lokomotiven repariert und erhielten auch bauliche Verbesserungen. Im Anschluss daran wurden sie fortan bei der Shanghai–Nanjing Railway genutzt. Sie fuhren bis Anfang der 1970er Jahre. Zwei Lokomotiven sind im Chinesischen Eisenbahnmuseum in Peking und im National Railway Museum in York erhalten geblieben.

## Technische Daten
Als Northern besitzt die KF ein 4-8-4-Triebwerk. Dies ermöglichte eine bessere Gewichtsverteilung und das bessere Bewältigen scharfer Kurven. Sie erreichte eine Höchstgeschwindigkeit von 120 km/h. Sie wiegt mit Tender 259,5 Tonnen. Die erste Serie entstand 1935 und wurde als KF 1-16 nummeriert. Die zweite Serie entstand 1936 und wurde als KF 17–24 eingenummert. In China wurden dann alle Loks in die neue Baureihenbezeichnung KF 600 eingeordnet und erhielten die Nummern 601–624.